# Berend Isermann
Berend Isermann (* 1967 in Kiel) ist ein deutscher Mediziner und Hochschullehrer.

## Leben
Nach Abitur und Zivildienst studierte Isermann Medizin in Würzburg, Bristol und New Haven. Nach der 1997 erfolgten Approbation und Promotion war er für fünf Jahre Postdoc am Blood Research Institute in Milwaukee. An der Universitätsmedizin Heidelberg absolvierte er von 2002 bis 2008 die Facharztausbildung in Innerer Medizin mit den Schwerpunkten Diabetologie und Endokrinologie. 2008 habilitierte Isermann sich und erhielt die Lehrbefugnis. Seit 2010 ist er außerdem Facharzt für Klinische Chemie. Dafür erhielt er 2011 eine Professur in Magdeburg, 2019 in Leipzig. Zu seinen Forschungsschwerpunkten zählen Gefäßerkrankungen sowie deren Zusammenhang mit Diabetes, Nierenerkrankungen sowie Dysfunktionen der Plazenta. Isermann hat zahlreiche Fachaufsätze veröffentlicht und ist Mitautor von drei Auflagen eines Standardwerks über Labordiagnostik.
Berend Isermann ist verheiratet und Vater von vier Kindern.

## Buchpublikationen
- Das Foramen jugulare bei Kranosynostosen, Dissertation, Würzburg 1997.
- mit Arno J. Dormann und Christian Heer: Laborwerte
  - 6. Auflage, Urban & Fischer in Elsevier, München 2014, ISBN 3-437-22024-1.
  - 7. Auflage, Urban & Fischer in Elsevier, München 2018, ISBN 3-437-22025-X.
  - 8. Auflage, Urban & Fischer in Elsevier, München 2021, ISBN 3-437-22031-4.
- mit Jens Aberle, Hans-Ulrich Häring et al.: Diabetologie in Klinik und Praxis, Thieme, Stuttgart 2021, ISBN 978-313-242891-1.